# Модрича (община)
Община Модрича (на сръбски: Општина Модрича) е разположена в Република Сръбска, част от Босна и Херцеговина. Неин административен център е град Модрича. Общата площ на общината е 314.22 км2. Населението ѝ през 2004 година е 28 581 души.